# Noe Schordania

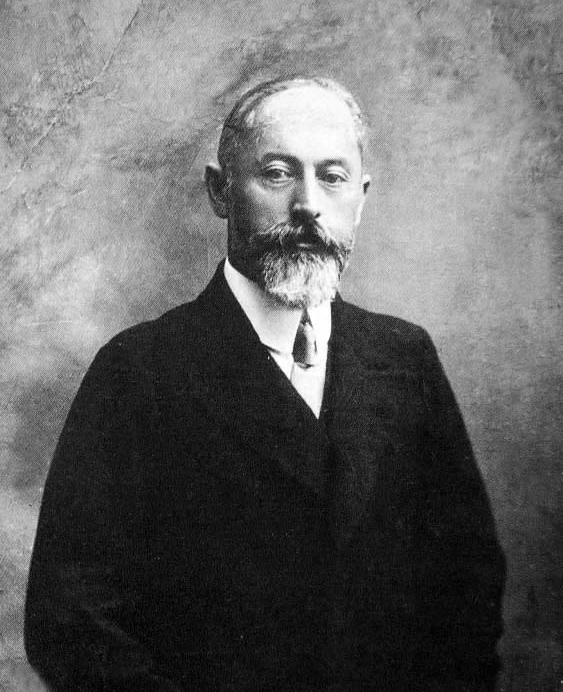
Noe Schordania

Noe Schordania (georgisch ნოე ჟორდანია; russisch Ной Николаевич Жордания, Noi Nikolajewitsch Schordanija; * 2. Januarjul. / 14. Januar 1868greg. in Lantschchuti, West-Georgien; † 11. Januar 1953 in Paris) war ein georgischer Politiker (Sozialdemokrat). Er war Journalist und vom 24. Juni 1918 bis 17. März 1921 Premierminister Georgiens.

## Leben

### Studium und Karrierebeginn
Schordania wurde als Sohn eines Landadeligen geboren. Er absolvierte ein Studium am Theologischen Seminar in Tiflis, später studierte er am Veterinärmedizinischen Institut in Warschau.
Zusammen mit Nikolos Tschcheidse und G. Zereteli gründete er 1893 in Tiflis die erste sozialistische Partei Georgiens, die Messame-Dassi-Gruppe (dt. Die dritte Gruppe). Um einer drohenden Verhaftung zu entgehen, verließ er das Land im Mai 1893, begab sich auf eine mehrjährige Europareise und wurde Korrespondent der liberalen Zeitschrift Kwali (dt. Die Furche). Als der Haftbefehl an seinem Geburtsort Lantschchuti ausgestellt wurde, war er schon in Genf, wo er weiteren Anhängern des Marxismus begegnete: Plechanov, Lev Deichi und Vera Zasulich, und Berichte über das schweizerische Arbeiter- und Bauernleben an die Zeitung Kwali (georgisch: კვალი) schickte. 1894 wurde er von der russischen Behörden wegen seiner Bemühungen um den georgischen Freiheitskampf vor Gericht gestellt. 1895 reiste er nach Paris, wo er einige Monate an der Bibliothèque nationale de France studierte und in dieser Zeit Jules Guesde, Paul Lafargue und weitere französische Sozialisten kennenlernte. Nach vier Monaten in Paris kehrte er nach Genf zurück und reiste von dort aus nach Deutschland. Er ließ sich in Stuttgart nieder, wo er Karl Kautsky traf und gezwungen war, Deutsch zu lernen, da es zu dieser Zeit in jener Stadt weder Georgier noch Russen gab. Um sich mit den politischen Verhältnissen der Bourgeoisie vertraut zu machen, zog er nach München. Hier schrieb er sich an der Universität ein und belegte einen Kurs von Franz Brentano. Zu Beginn des Jahres 1896 verließ Schordania München und reiste nach Berlin. Während seines Aufenthalts in Deutschland schrieb Schordania folgende Artikel für "Kwali": "Friedrich Engels" (1895), "Das Dorf und die Landwirtschaft in Deutschland" (1895, georgisch: სოფელი და სასოფლო შკოლა გერმანიაში), "Politische Parteien in Deutschland" (1897, georgisch: პოლიტიკური პარტიები გერმანიაში), "Bismarck" (1898, georgisch: ბისმარკი).
Im März 1897 zog Schordania mit dem sozialistischen Journalisten Prinz Warlam Tscherkesischwili nach London, las im British Museum Literatur aus aller Welt, einschließlich Georgiens, und kehrte im Verlauf dieses Jahres nach Georgien zurück und gründete die Zeitschrift Sotsial Demokratia (dt. Sozialdemokratie). Bei seiner Rückkehr war das Land in zwei politische Lager geteilt: die Vertreter der rechten Ideologie unter der Leitung von Ilia Tschawtschawadse, das „Iberien-Lager“, sowie die Vertreter der linken Ideologie, das sogenannte „Kwali-Lager“.

### Menschewistischer Oppositioneller
1903 war er Delegierter zum zweiten Parteitag der Sozialdemokratischen Arbeiterpartei Russlands (SDAPR) in London, wo er sich den reformorientierten Menschewiki anschloss. Die Sozialdemokratische Arbeiterpartei Georgiens wählte ihn zum Vorsitzenden.
1906 wurde er im Wahlkreis Tiflis zum Abgeordneten der ersten Staatsduma gewählt. Nach deren Auflösung gehörte zu den Unterzeichnern des Wyborger Manifests, das die Bevölkerung zu zivilem Ungehorsam aufrief. Dort wurde er Vorsitzender der sozialdemokratischen Fraktion. 1907 bis 1912 war er Mitglied des sozialdemokratischen Zentralkomitees. Im Sommer 1912 wurde er Herausgeber der menschewistischen Tageszeitung Nasche Slowo in Baku. 1914 arbeitete er mit Leo Trotzki an der Zeitschrift Borba (dt. Der Kampf).
Im Februar 1917 wurde er Vorsitzender des Arbeiter- und Soldatenrats von Tiflis, wandte sich wiederholt scharf gegen bolschewistische Tendenzen. Vergeblich reiste er im September nach Moskau, um im russischen Vorparlament menschewistische Positionen durchzusetzen, kehrte nach der Oktoberrevolution enttäuscht nach Tiflis zurück. Schordania setzte von da an auf die Unabhängigkeit Transkaukasiens von Russland.

### Georgischer Premierminister
Am 26. November 1917 wählte ihn die georgische Nationalversammlung (georgisch Dampudsnebeli Kreba) zu ihrem Präsidenten. Am 24. Juni 1918 wurde er als Nachfolger Noe Ramischwilis Premierminister der Demokratischen Republik Georgien. Bis 1921 stand Schordania an der Spitze einer sozialdemokratisch-bürgerlichen Regierung. Er setzte eine Agrarreform und eine umfassende Sozialgesetzgebung durch, führte den Acht-Stunden-Tag ein und ging hart gegen bolschewistische und separatistische Bewegungen in Georgien vor.
Er bemühte sich erfolgreich um eine internationale Anerkennung Georgiens durch die Weltmächte. Zunächst war er ein Bündnispartner des Deutschen Reichs. Nach der militärischen Niederlage Deutschlands verband er sein Land mit Westeuropa und nötigte Sowjetrussland am 7. Mai 1920 zur völkerrechtlichen Anerkennung Georgiens.
Am 25. Februar 1921 wurden Schordania und die georgische Regierung von der Roten Armee aus Tiflis vertrieben. Er residierte zunächst in Kutaissi, dann in Batumi. Am 18. März 1921 verließ er Georgien und ging nach Frankreich ins Exil.

### Exil
In Frankreich lebte er zunächst in Paris, ab 1922 in Leuville-sur-Orge und beteiligte sich von dort aus an der Vorbereitung des August-Aufstandes in Georgien 1924.
Er schrieb verschiedene Bücher, in denen er die Politik der Sowjetunion als einen „Imperialismus unter revolutionärer Maske“ kritisierte. 1968 wurde seine Autobiographie Chemu dsarduli, Magonebani (dt. Mein Leben) in englischer und russischer Sprache veröffentlicht.
Schordania wurde auf dem kommunalen Friedhof in Leuville-sur-Orge beigesetzt. Georgiens Präsident Micheil Saakaschwili hat Schordania am 10. März 2004 mit einer Kranzniederlegung an dessen Grab geehrt und der Familie eine Umbettung und ein Staatsbegräbnis in Tiflis angeboten.
In Frankreich widmet sich das in Paris ansässige Institut Noé Jordania dem Erbe Schordanias und der Geschichte der Sozialdemokratie in Georgien.

## Schriften
- Doklady i retschi: sa dwa goda. Tip. Gruz. Prawit, Tiflis 1919
- Marxismus und Demokratie. Verlag Gesellschaft und Erziehung, Berlin 1921
- Bolschewism. Berlin 1920
- Imperialismus unter revolutionärer Maske: Eine Antwort an Trotzki. Breitscheid, Berlin 1922
- Politika. Lejeune in Arpajon, Paris 1926
- Itogi. Paris 1928
- Naschi rasnoglassija. Paris 1928
- Le problème Géorgien. Impr. de Navarre, Paris 1948
- My life. The Hoover Institution on War, Revolution and Peace, Stanford, Calif. 1968